# Villa Melzi (Bellagio)

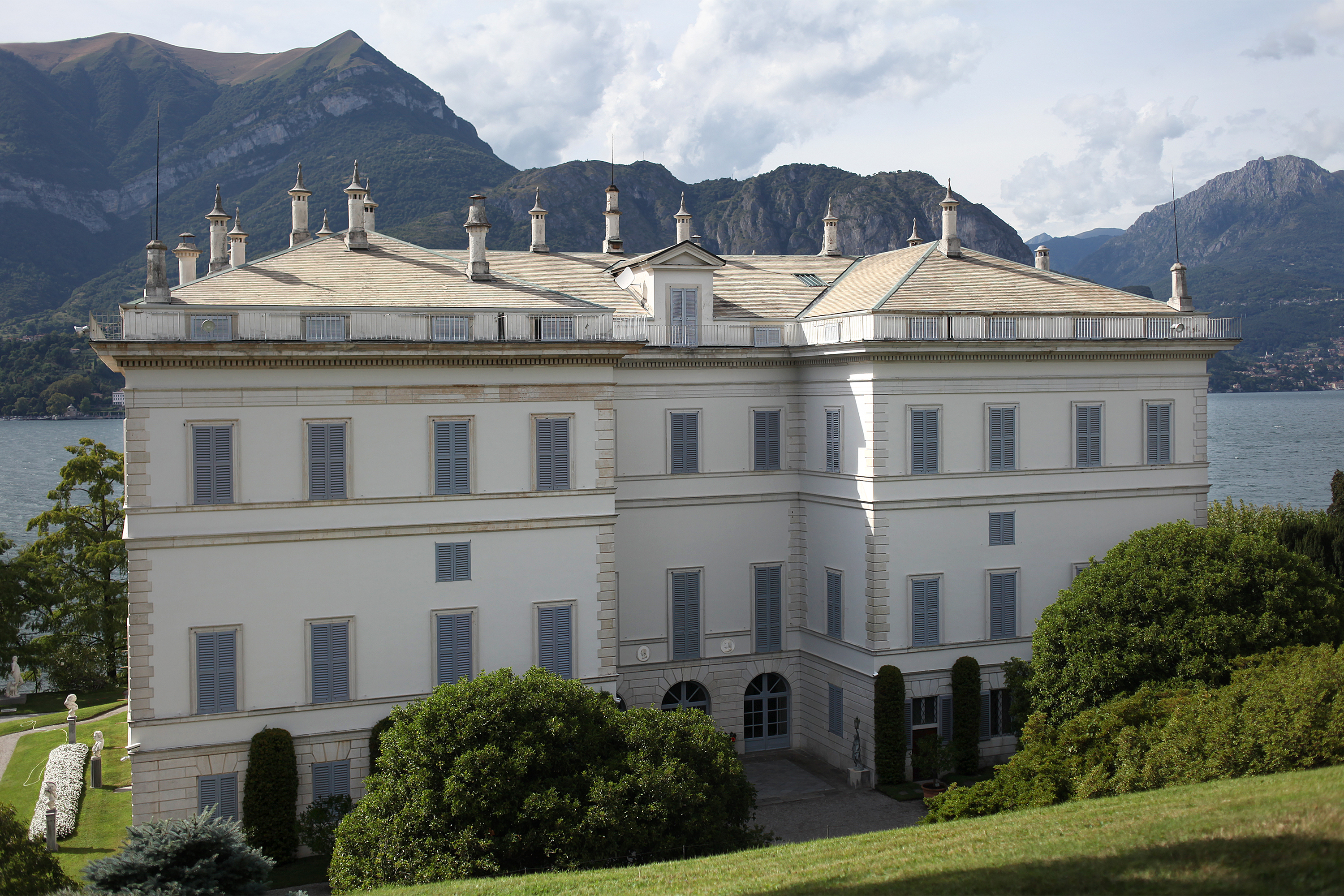
Veduta della facciata posteriore.

(Mary Shelley)
Villa Melzi d'Eril è un museo e una dimora storica privata situata nel comune di Bellagio, di proprietà della famiglia Melzi d'Eril, oggi del suo ramo Gallarati Scotti, proclamata, con la proprietà circostante, monumento nazionale.

## Storia
La villa fu progettata nel 1808 da Giocondo Albertolli, su commissione del Duca di Lodi Francesco Melzi d'Eril. La costruzione fu completata dopo circa due anni, mentre gli interni (che ospitano opere di diversi artisti) furono abitabili dal 1813.
Alla morte del Duca, avvenuta nel 1816, la proprietà passò a suo nipote nonché figlio adottivo Giovanni Francesco.. Sotto Giovanni Francesco proseguirono i lavori nel giardino e fu completata la cappella gentilizia di Villa Melzi.
Quando Giovanni Francesco morì, nel 1832, gli succedette il primogenito Lodovico. Lodovico sposò in seconde nozze Joséphine Barbò, vedova del cugino Giacomo Melzi e madre di tre figlie, delle quali Luisa si unì in matrimonio all'aristocratico milanese Giancarlo Gallarati Scotti, principe di Molfetta. Da tale matrimonio la villa e i giardini di Bellagio passarono in eredità ai primogeniti Gallarati Scotti. . 
Tra le persone ospitate nella villa dai Gallarati Scotti si menzionano Stendhal, Franz Liszt e i coniugi Percy e Mary Shelley.

## Descrizione del complesso
Il complesso è costituito da:
- la villa;

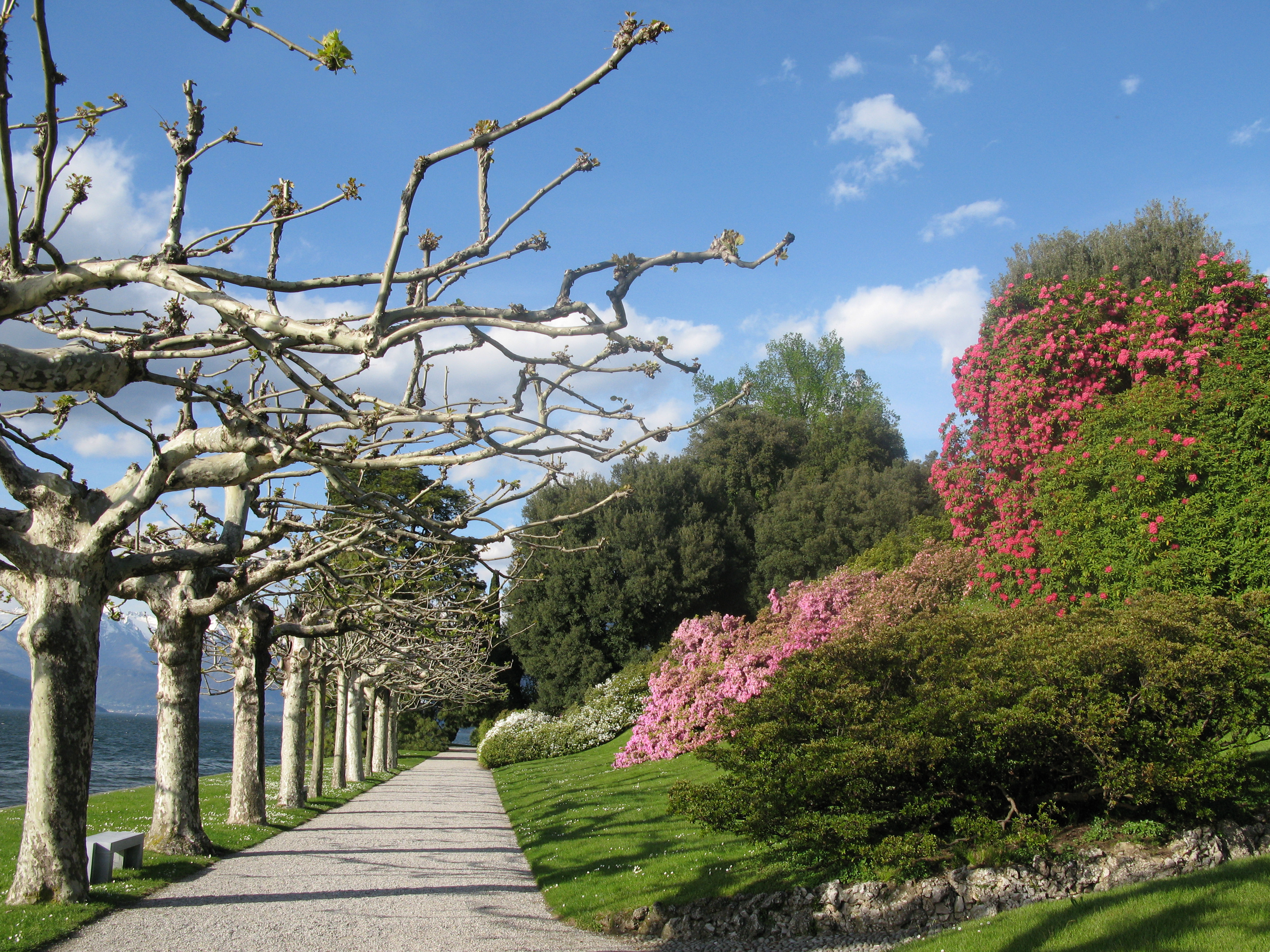
I giardini a lago ad aprile, con le azalee in fiore.

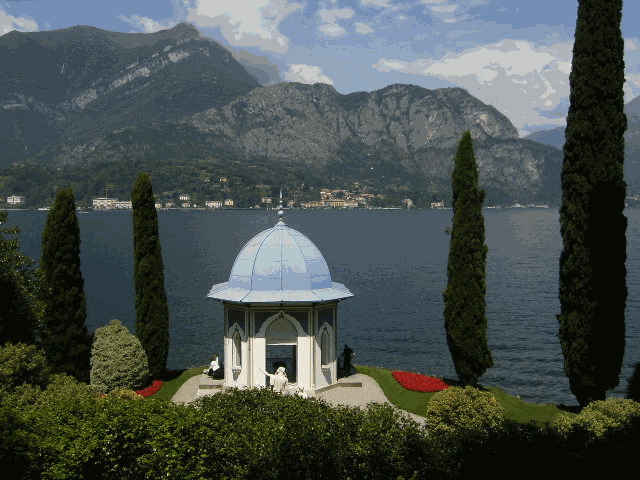
I giardini a lago

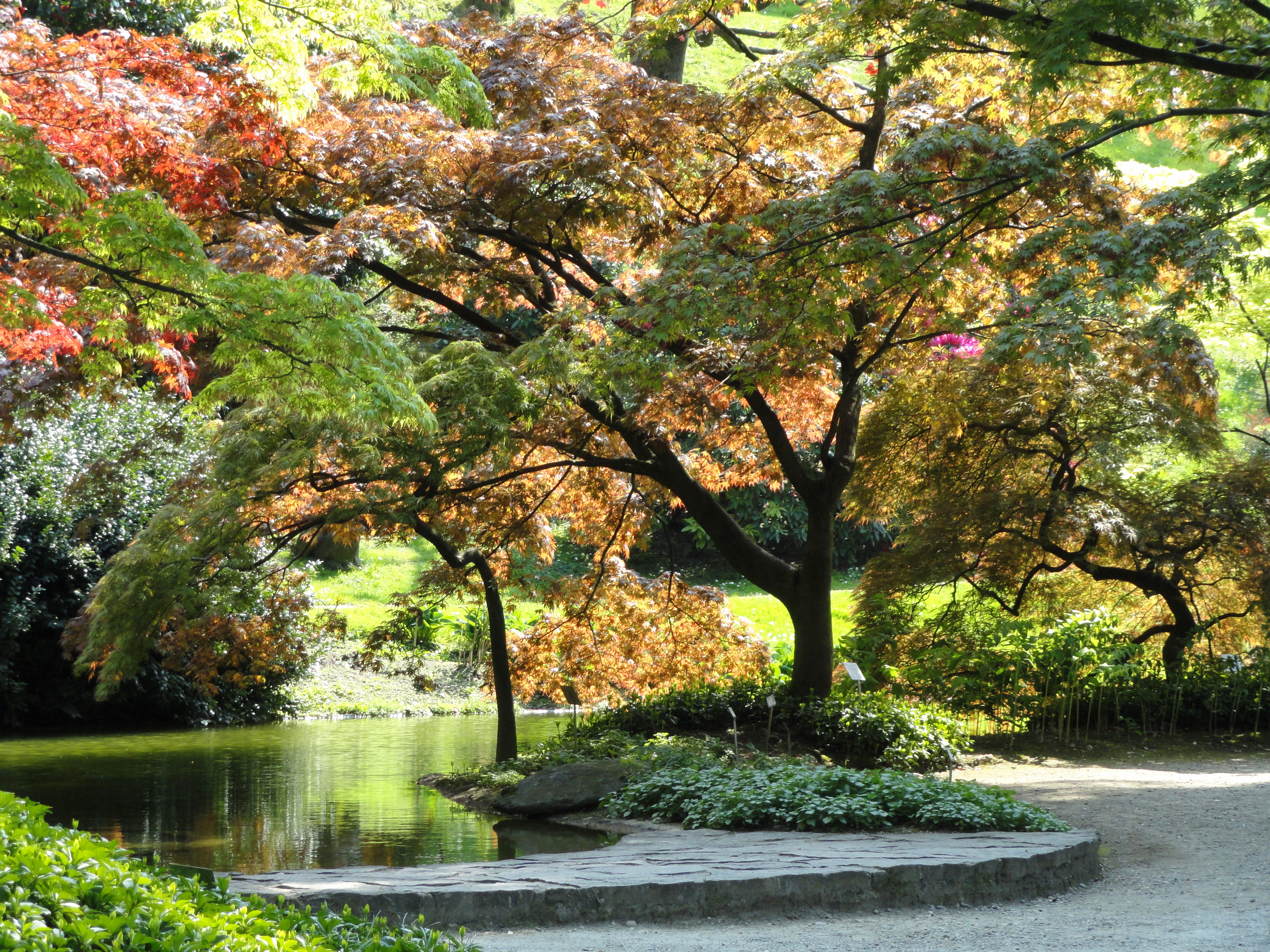
I giardini di villa Melzi

- la cappella, nell'estremità sudoccidentale della proprietà, dove sono conservate i monumenti funerarie di diversi membri della famiglia Melzi d'Eril e Gallarati Scotti.
- i giardini, che si estendono per 800 m lungo la costa del lago tra il borgo di Bellagio e la frazione Loppia;
- l'aranciera, posta a nord-est della villa, oggi Museo Lodovico Gallarati Scotti
- la collina-pineta (che si estende per vari ettari verso la frazione di Aureggio. in origine contigua ai giardini, poi separata dalla strada comunale costruita in seguito.

### La villa

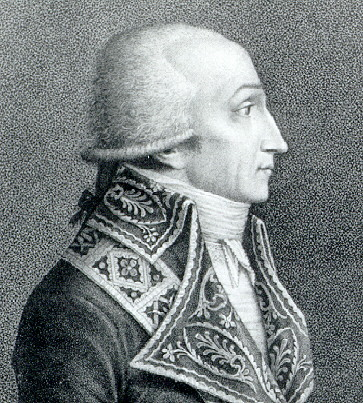
Federico Melzi d'Eril

La facciata, semplice e regolare, è arricchita da una scalinata a doppia rampa e da quattro leoni di stile egizio. Internamente, la villa ospita diverse opere d'arte tra cui i due dipinti di Andrea Appiani del 1803, rappresentanti Napoleone Bonaparte, Presidente della Repubblica Italiana e Francesco Melzi d'Eril Vicepresidente, busti in mamro e diverse opre dello scultore Giovanni Battista Comolli. Tra le opere raccolte da Francesco Melzi e conservate nella villa si ricordano anche un van Dyck, un Rubens e un Van Ruysdael.
Ai lati del terrazzo e del parterre a lago si ergono due statue in marmo del XVI secolo, rappresentanti Apollo e Meleagro, già attribuite allo scultore Guglielmo della Porta.

### I giardini
I giardini all'inglese (1815), arricchiti da sculture, furono progettati dall'architetto Luigi Canonica e dall'agronomo Luigi Villoresi, entrambi responsabili della sistemazione del parco della Villa Reale di Monza. 
Nel giardino, ricchissimo di piante rare ed esotiche, sono presenti alberi secolari, siepi di camelie, gruppi di azalee e rododendri  pietre e monumenti, imbarcazioni e cimeli di pregio storico e artistico.
il giardino è descritto estesamente nel libro di Selvafolta, arricchito da una parte botanica di Paolo Cottini. 

### L'aranciera-museo Lodovico Gallarati Scotti
In prossimità della villa, la serra aranciera è oggi Museo Lodovico Gallarati Scotti per ricordare colui che per primo negli anni 1970 risistemò la villa e i giardini per renderli idonei all'apertura al pubblico. Il museo, riallestito nel 2021, si divide in due parti, una superiore ed una ipogea. La parte superiore (denominata Storia arte natura) ospita cimeli del periodo napoleonico, espone materiali su Bellagio, sul progetto e la realizzazione della villa e dei giardini, evidenzia il ruolo dei diversi artisti, e delle famiglie che si sono succedute nella proprietà. Una parte è dedicata alla villeggiature e alle attività su lago. La parte inferiore del museo (denominata Antiquarium) espone esempi delle collezioni di antichità appartenenti ai vari membri della famiglia.

### La cappella gentilizia
Al limite sud del giardino, a fianco dell'approdo turistico di Loppia, si trova la cappella gentilizia dei Melzi d'Eril, tempio neoclassico progettato e decorato da Giocondo Albertolli, con stucchi a rosoni e affreschi di Angelo Monticelli, alcuni su disegni di Giuseppe Bossi. 
Notevoli sono le opere di scultura: il palio d'altare con la soprastante statua di Cristo Redentore di Giovanni Battista Comolli,  e, disposti sulle pareti, i monumenti funerari di:
- Lodovico Melzi d'Eril, Duca di Lodi, ultima opera di Vincenzo Vela (1890);
- di Francesco Melzi, opera di Vittorio Nesti (1830);
- di Giovanni Francesco Melzi, nipote di Francesco, opera di Giovanni Maria Benzoni (1854).

Nella parete nord esterna, verso il giardino, è stata murata la porta dell'antica casa Melzi di Milano, attribuita a Bramante, e arricchita da una lapide di famiglia. Di fronte al portale si trova un fregio in pietra del XIII secolo, proveniente dalla vicina chiesa di Santa Maria in Loppia, con i simboli dei quattro Evangelisti.

## Galleria d'immagini

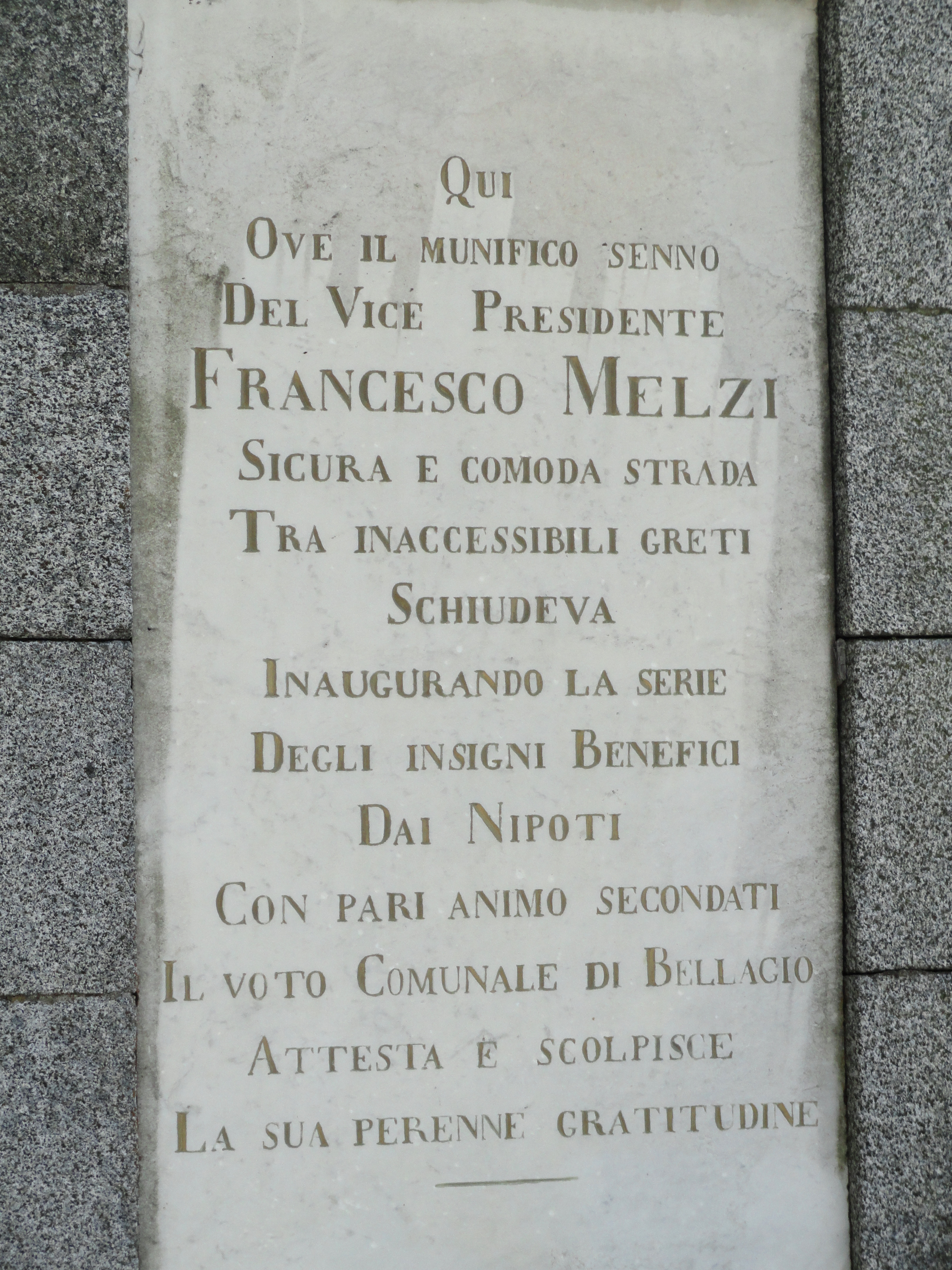
Targa all'ingresso della Villa
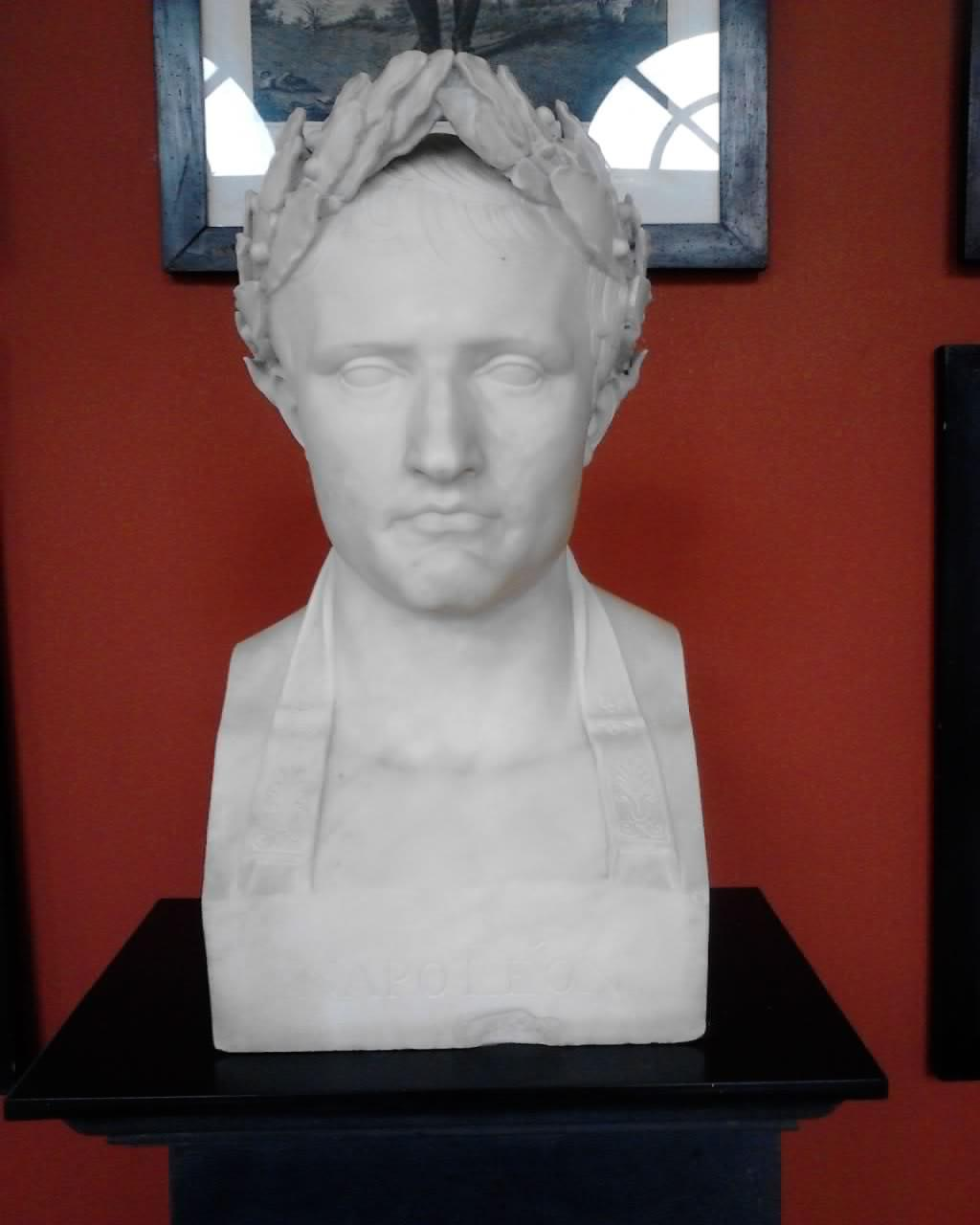
Busto di Napoleone Bonaparte
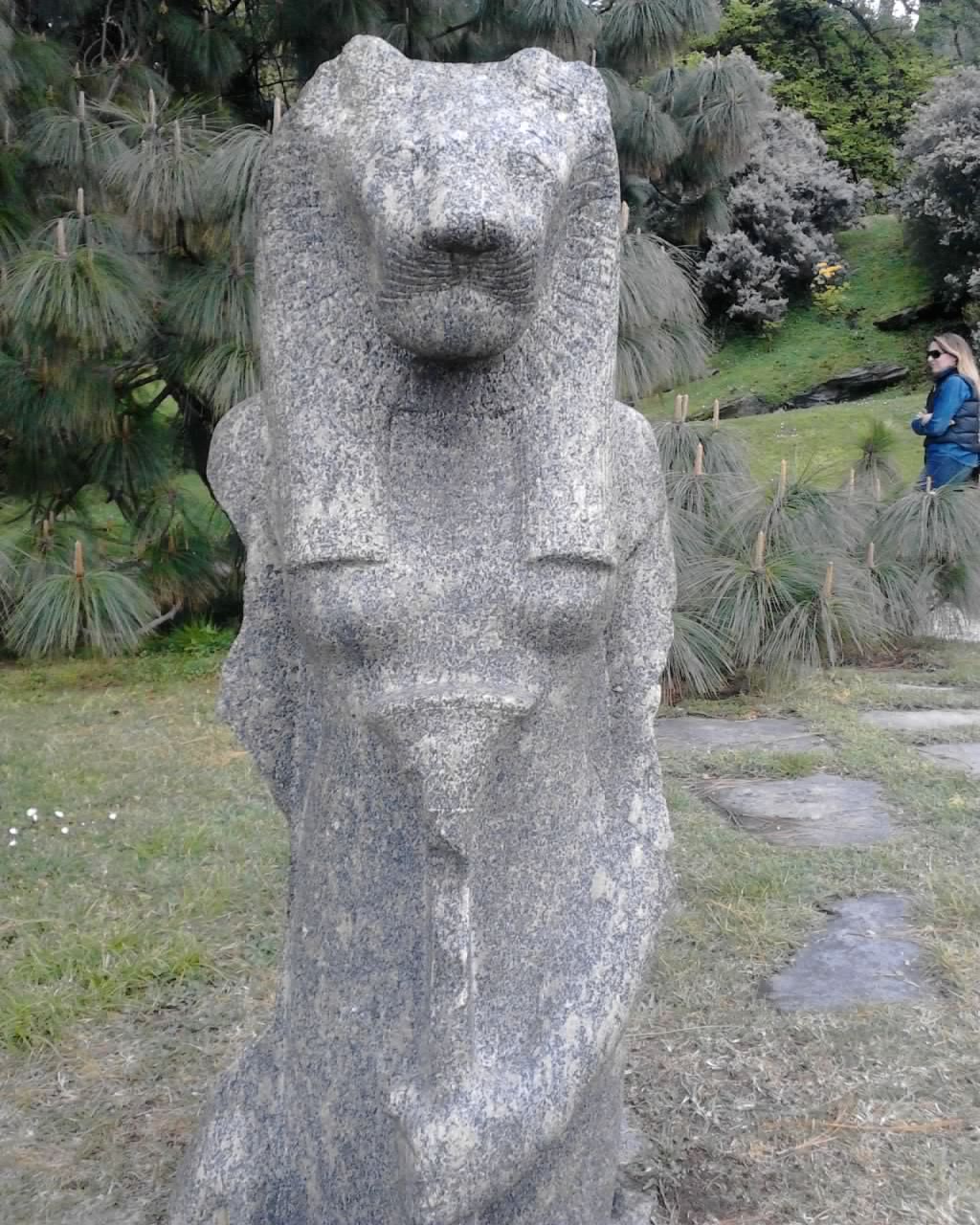
Statua egizia risalente al Regno di Ramses II
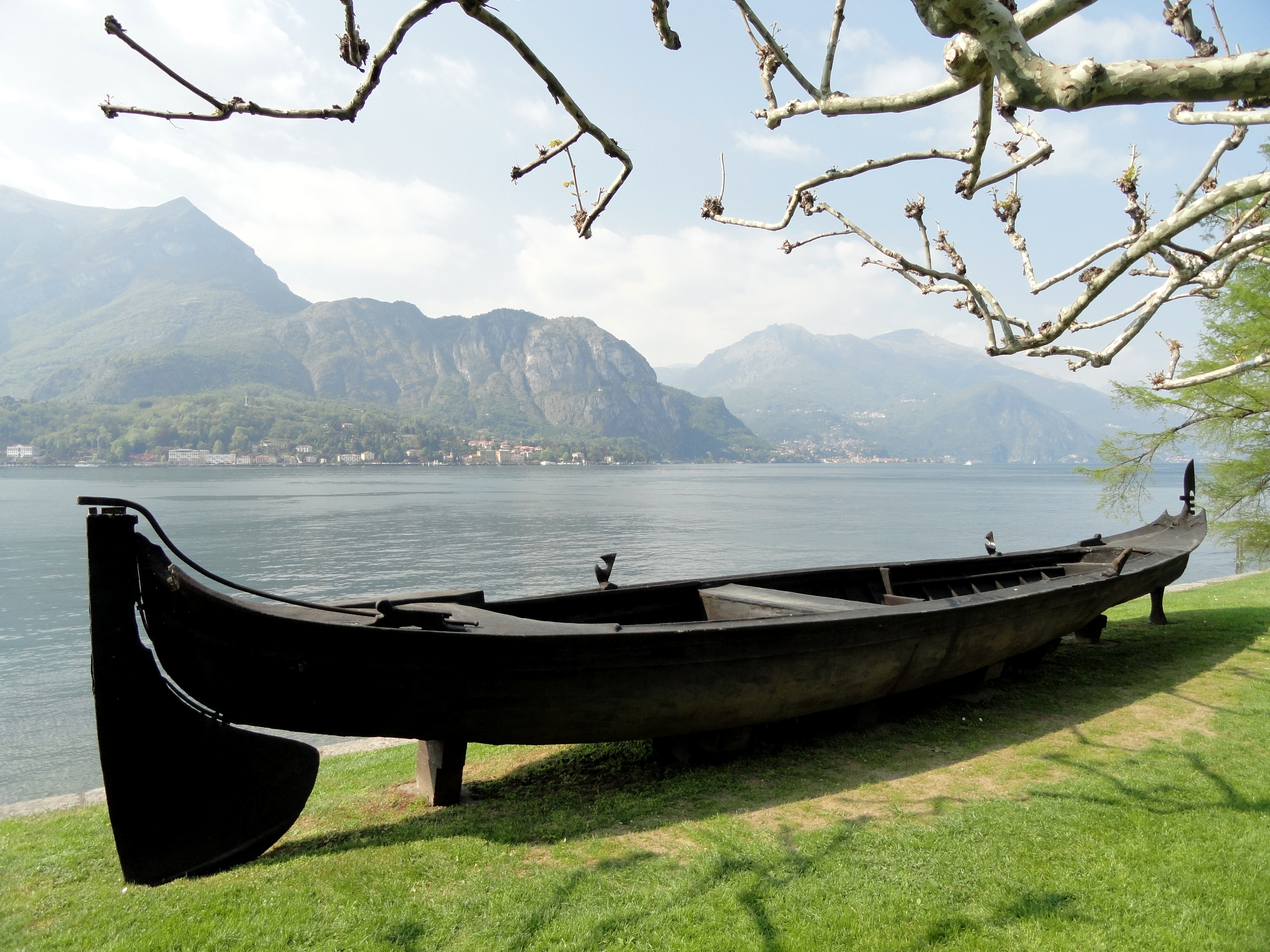
Antica gondola veneziana
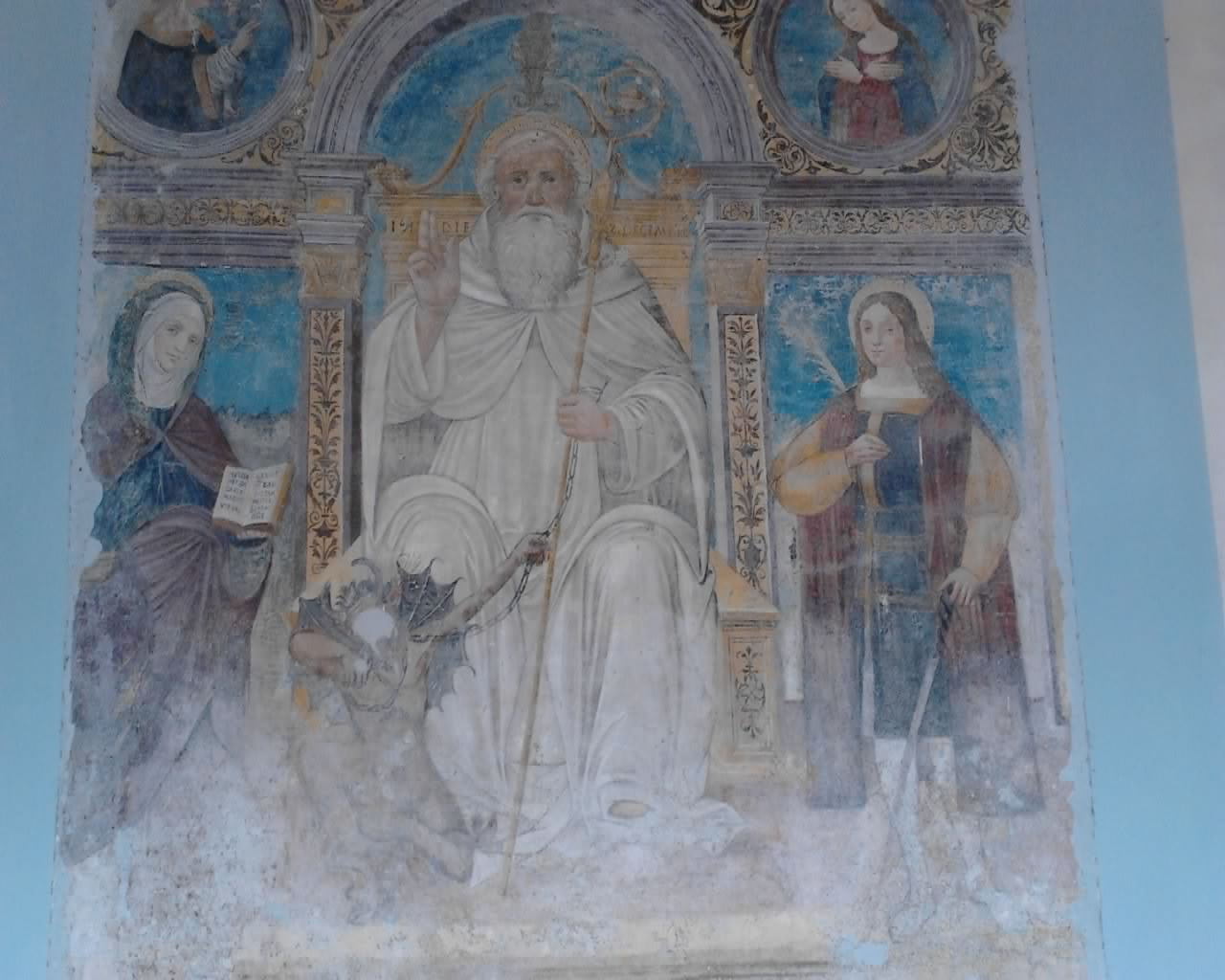
Affresco religioso
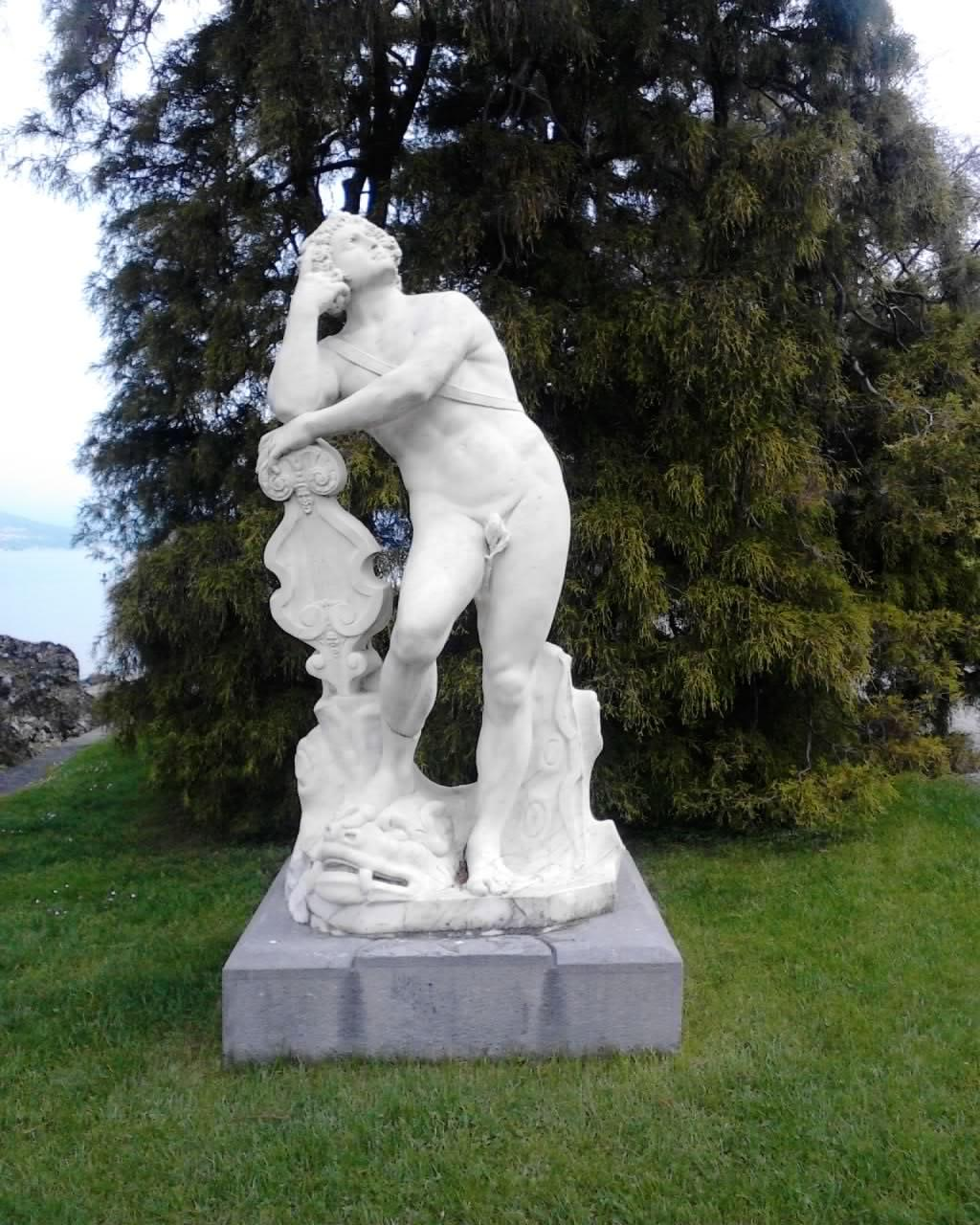
Statua di marmo